# چیکوما
چیکوما (به لاتین: Chicuma) یک منطقهٔ مسکونی در آنگولا است که در گندا، آنگولا واقع شده‌است.